# Billy McNeill
William McNeill (MBE) (født 2. marts 1940 i Bellshill, Skotland, død 22. april 2019) var en skotsk fodboldspiller og -træner, der spillede hele sin aktive karriere, fra 1957 til 1975 som forsvarer hos Celtic F.C. Med Celtic var han med til at vinde hele ni skotske mesterskaber, og var også anfører for holdet da det vandt Mesterholdenes Europa Cup i 1967. Han blev kåret til Årets fodboldspiller i Skotland i 1965.
I 2004 blev McNeill indlemmet i Scottish Football Hall of Fame, mens han i juli 2009 blev udnævnt som officielt klubambassadør i Celtic.

## Landshold
McNeill spillede desuden, mellem 1961 og 1972, 29 kampe og scorede tre mål for det skotske landshold, som han debuterede for i et opgør mod England.

## Træner
Efter sit karrierestop fungerede McNeill i en årrække som træner. Han stod i to omgange i spidsen for Celtic, og vandt som klubbens manager yderligere fire skotske mesterskaber, og nåede dermed 13 i alt. Han var også ansvarshavende for blandt andet Aberdeen, samt engelske Manchester City og Aston Villa.

## Titler

### Titler som spiller
Skotsk Premier League
- 1966, 1967, 1968, 1969, 1970, 1971, 1972, 1973 og 1974 med Celtic F.C.

Skotsk FA Cup
- 1965, 1967, 1969, 1971, 1972, 1974 og 1975 med Celtic F.C.

Skotsk Liga Cup
- 1966, 1967, 1968 1969, 1970 og 1975 med Celtic F.C.

Mesterholdenes Europa Cup
- 1967 med Celtic F.C.

### Titler som træner
Skotsk Premier League
- 1979, 1981, 1982 og 1988 med Celtic F.C.

Skotsk FA Cup
- 1980, 1988 og 1989 med Celtic F.C.

Skotsk Liga Cup
- 1983 med Celtic F.C.